# 慶城県
慶城県（けいじょう-けん）は中華人民共和国甘粛省慶陽市に位置する県。県人民政府の所在地は慶城鎮。

## 歴史
2002年6月に慶陽県より現在の名称に改称された。

## 行政区画
9鎮、6郷を管轄する：
- 鎮：慶城鎮、駅馬鎮、三十里鋪鎮、馬嶺鎮、玄馬鎮、白馬鋪鎮、桐川鎮、赤城鎮、高楼鎮
- 郷：太白梁郷、土橋郷、蔡口集郷、南荘郷、翟家河郷、蔡家廟郷

## 交通

### 鉄道
- 中国国家鉄路集団
  - 銀西高速鉄道（中国語版）
    - 慶城駅

### 道路
- 高速道路
  -  青蘭高速道路（中国語版）
  -  銀百高速道路
  - 打慶高速道路
- 国道
  - G211国道
  - G244国道（中国語版）
  - G309国道